# Synagogue d'Elbeuf
La synagogue d'Elbeuf est une synagogue consistoriale située au 29 rue Grémont à Elbeuf en Seine-Maritime.
La synagogue est inscrite dans son intégralité au titre des monuments historiques par arrêté du 25 mai 2009.

## Historique
La présence d'une communauté juive à Elbeuf découle essentiellement de l'annexion de l'Alsace et de la Moselle par l'Allemagne après la défaite de 1871. Ces juifs alsaciens et mosellans apportent avec eux leur savoir-faire en matière d'industrie textile dont le bassin local va largement bénéficier. Le culte est d'abord célébré dans deux oratoires privés avant que la synagogue actuelle ne soit aménagées en 1909 dans deux immeubles datant des années 1850,.
En 1942, pendant l’Occupation, des anonymes ont peint sur ses murs des étoiles jaunes, qui ont été conservées. Le 18 juin 2014, en présence de Beate Klarsfeld, Djoudé Merabet, Maire d'Elbeuf, Marie Lippman, Présidente de l'association "American Friends of the Elbeuf Synagogue", Guillaume Bachelay, député de Seine Maritime, Robert Tate, Consul des États-Unis en poste à Rennes, Simon Sender, Président de la Synagogue d'Elbeuf et Marc Benhaim, Président de la communauté juive de Rouen, une plaque commémorative portant l'inscription suivante : « Les étoiles jaunes peintes sur ce mur (1940-1944) témoignent de la haine antisémite des fascistes. Elles ont été protégées afin de perpétuer la mémoire des périls mortels du racisme » a été dévoilée,,.
En raison de son état de délabrement et du faible nombre de fidèles, la synagogue est fermée depuis le début des années 2010. Des travaux indispensables de couverture ont été effectués par le Consistoire israélite de Normandie en 2022. D'autres sont nécessaires pour chasser les pigeons de la synagogue et la nettoyer. Le dossier déposé auprès de Fondation du patrimoine et de Stéphane Bern a été retenu parmi les 18 sites sélectionnés au Loto du patrimoine 2023.

## Description
L'édifice, en pierre de taille, se singularise par la forme de ses baies en arc outrepassé, de style oriental. La porte d'entrée est surmontée des tables de la Loi.

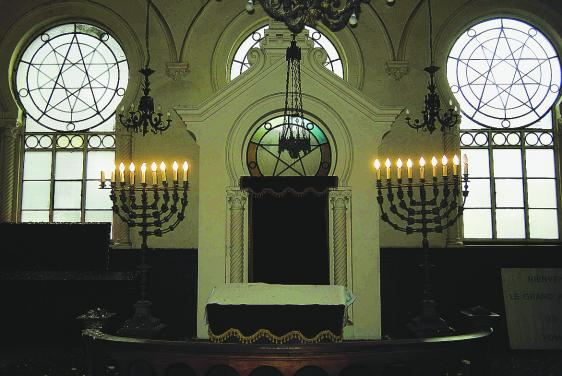
L'intérieur.